# Mario Michiaki Yamanouchi
Mario Michiaki Yamanouchi SDB (japonêsマリオ山野内倫昭, Saiki, Ōita, Japão, 8 de dezembro de 1955) é um clérigo religioso japonês e bispo católico romano de Saitama.
Mario Michiaki Yamanouchi ingressou na Ordem Salesiana de Dom Bosco em 1975 e emitiu a profissão perpétua em 24 de janeiro de 1982. Recebeu o Sacramento da Ordem em 21 de dezembro de 1984.
Em 2 de junho de 2018, o Papa Francisco o nomeou Bispo de Saitama. O Arcebispo de Tóquio, Tarcisio Isao Kikuchi SVD, consagrou-o bispo em 24 de setembro do mesmo ano; Os co-consagradores foram o Arcebispo de Nagasaki, Joseph Mitsuaki Takami PSS e o Arcebispo de Osaka, cardeal Thomas Aquino Man'yō Maeda.